# Fachkrankenhaus Coswig
Das Fachkrankenhaus Coswig (FKC) ist eine Spezialklinik zur Behandlung von Erkrankungen der Bronchien und der Lunge. 2018 wurden in dem Fachkrankenhaus mit 171 Betten insgesamt ca. 8.000 Patienten behandelt.

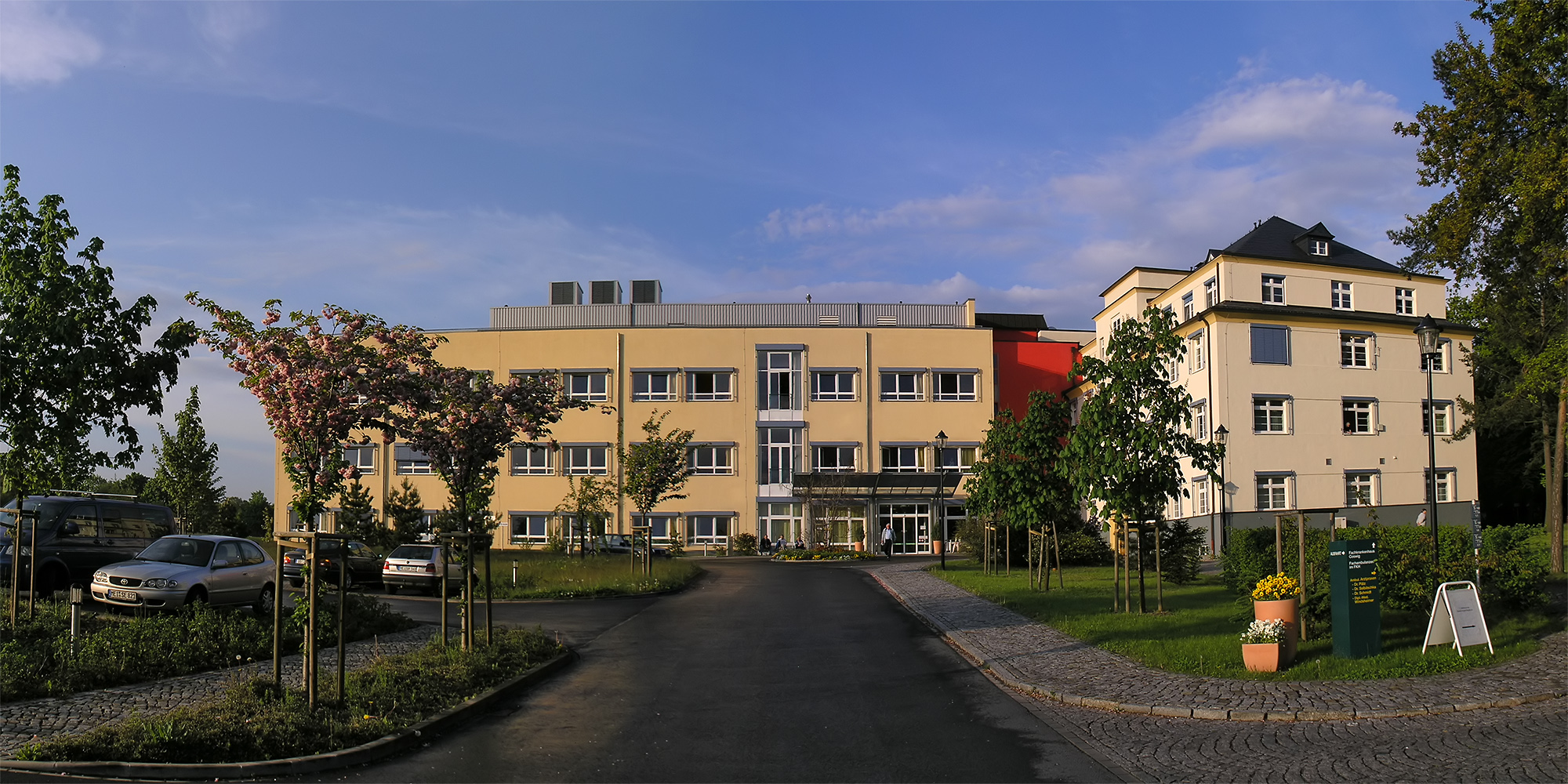
Fachkrankenhaus Coswig

Das Anwesen liegt in der Neucoswiger Str. 21 in der sächsischen Stadt Coswig. Die Altbausubstanz aus der Zeit 1890–1896 ist als Sachgesamtheit Heilstätte Lindenhof denkmalgeschützt. Innerhalb dieser Sachgesamtheit bestehen zahlreiche bauliche Einzeldenkmale sowie der Park, der ein geschütztes Werk der Landschafts- und Gartengestaltung ist.

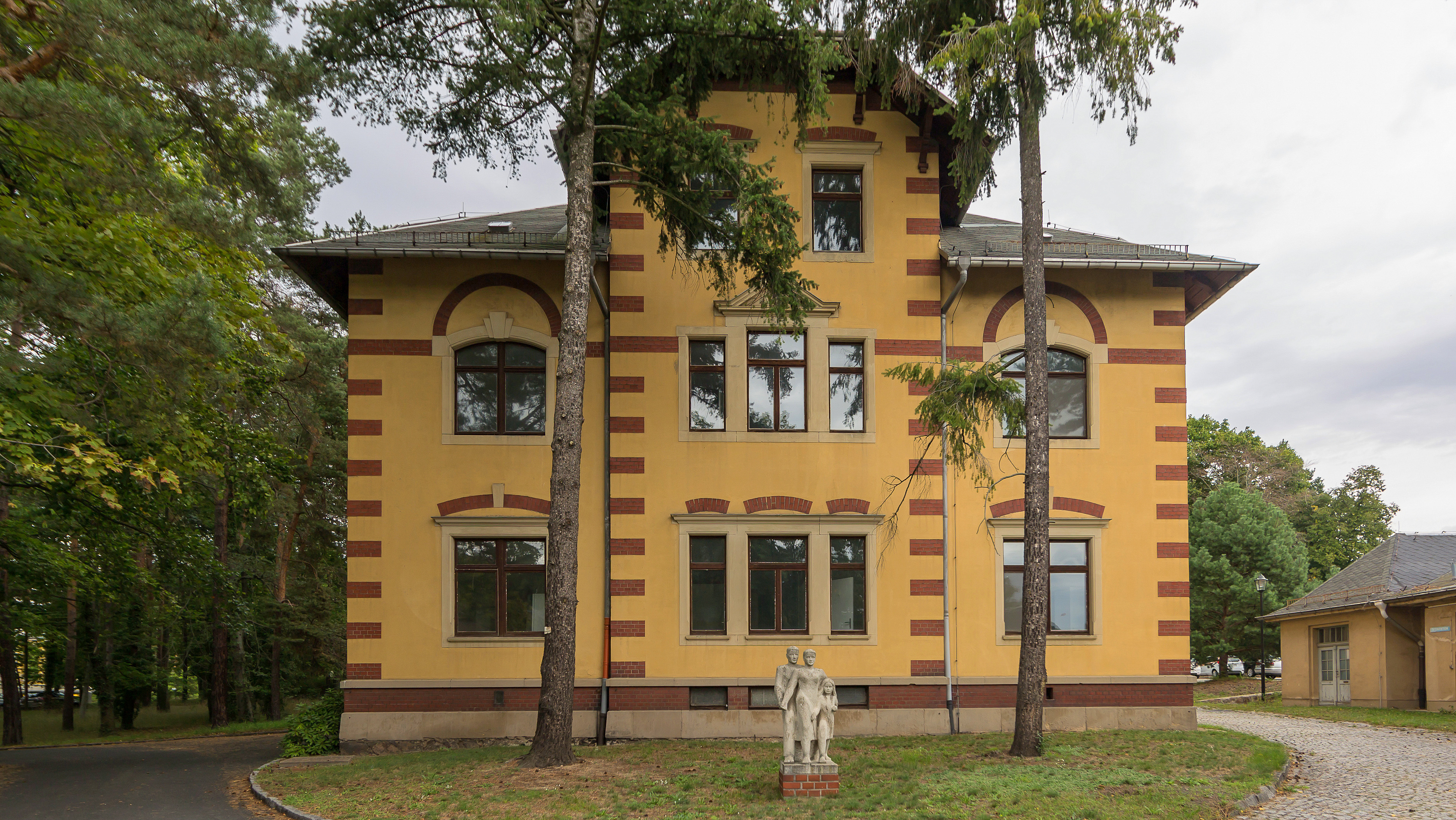
Heilstätte Lindenhof (Sachgesamtheit), Park mit Skulptur

## Geschichte
1845 erwarb der Nervenarzt Friedrich Gustav Bräunlich (1800–1875) den 1783 erstmals urkundlich erwähnten Lindenhof und wandelte das Weinguts-Anwesen in eine Nervenheilanstalt um; eine Heilanstalt für Geisteskranke hatte er bereits ab 1835 in der benachbarten Niederlößnitz mit Wackerbarths Ruh’ besessen, die er mit dem Umzug aufgab. Sein Lindenhof ging am 1. August 1891 an einen neuen Besitzer Reginald H. Pierson, der bis 1892 einen Park anlegte sowie Patientenvillen im Schweizer Stil, ein Wirtschaftsgebäude und ein Gesellschaftshaus baute. Weiterhin dienten die Einrichtungen als Nervenheilanstalt für die „bessere Gesellschaft“. Nach dem Ersten Weltkrieg war es aus wirtschaftlichen Gründen nicht möglich, die Klinik weiterhin zu betreiben. Der gesamte Klinikkomplex steht unter Denkmalschutz und soll auch aus diesem Grund in seiner Gesamtheit als Flächendenkmal erhalten werden.
Im Jahr 1920 erfolgte die Umwandlung in eine Heilanstalt für Tuberkuloseerkrankte. 1931 wurde ein moderner Gebäudekomplex als chirurgische Klinik angebaut. Seit 1996 ist die Klinik Akademisches Lehrkrankenhaus der Medizinischen Universitätsklinik Dresden. Nach weiteren Neubaumaßnahmen konnte im Jahr 2003 der Bettenneubau, die neue Intensivtherapiestation sowie die rekonstruierten OP-Säle bezogen werden. Im Jahr 2007 war die Rekonstruktion des Klinik-Altbaus mit Schaffung einer neuen Infektionsstation abgeschlossen und die onkologische Tagesklinik mit 6 Betten wurde eröffnet. In den nächsten Jahren kam es zu verschiedenen weiteren Baumaßnahmen wie dem Umbau der radiologischen Abteilung und des Gesellschaftshauses, aus dem Arztpraxen wurden. Unter anderem wurde ein neues Café  eröffnet und eine Station wurde zur pneumologischen Intensivstation (PINT) umgebaut. 2016 wurde die Palliativstation eröffnet und ein Jahr später kam es zur Gründung des Ostdeutschen Lungenzentrums sowie des Kompetenznetzwerkes für Lungenerkrankungen.

## Fachbereiche

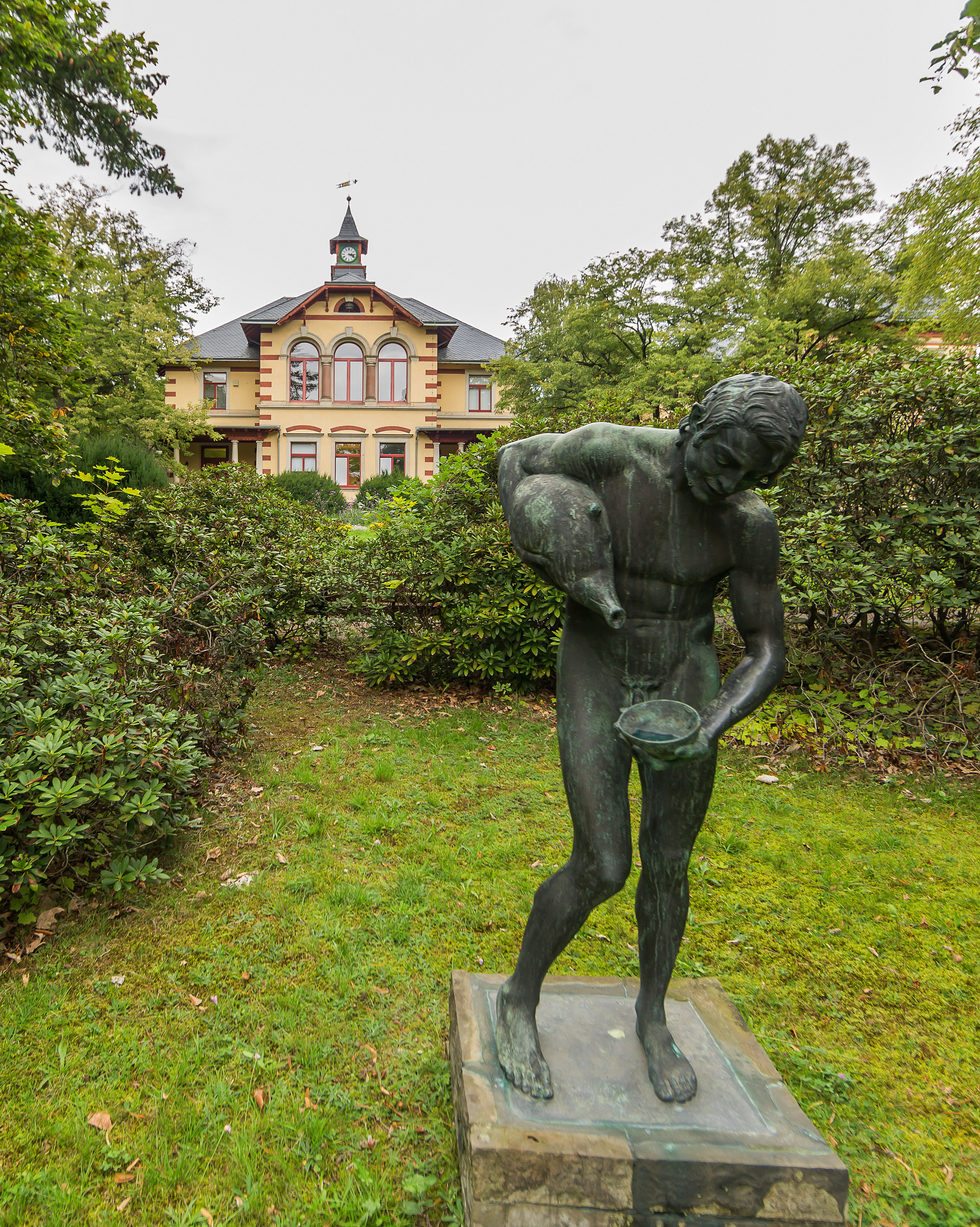
Park mit Skulpturen

- Allergologie
- Anästhesiologie
- Beatmungsmedizin
- Infektiologie und Tuberkulose
- Intensivtherapie
- Palliativmedizin
- Pneumologie
- Pneumologische Onkologie
- Radiologie
- Thoraxchirurgie
- Interstitielle Lungenerkrankungen

## Zentren
- Lungenkrebszentrum
- Thoraxzentrum
- Weaningzentrum (Beatmungsentwöhnung)
- Schlaflabor

## Partner und Kooperationen
Zusammen mit dem Universitätsklinikum Dresden gründete das Fachkrankenhaus Coswig das Ostdeutsche Lungenzentrum (ODLZ), das 2018 durch den Freistaat Sachsen als Zentrum ausgewiesen wurde.
Für die Sicherstellung einer umfassenden Versorgung gründete das Fachkrankenhaus den Verein Kompetenznetzwerk für Lungenerkrankungen e.V. (KoLE e.V.).